# Санкт-Петербургский гуманитарный университет профсоюзов
Санкт-Петербургский Гуманитарный университет профсоюзов — российское высшее учебное заведение в Санкт-Петербурге.

## История
Санкт-Петербургский гуманитарный университет профсоюзов создан в 1991 году на базе Высшей профсоюзной школы культуры, которая существовала с 1926 года. Учредителями выступили Федерация независимых профсоюзов России и Межрегиональное объединение «Федерация профсоюзов Санкт-Петербурга и Ленинградской области».
Комплекс зданий для Высшей Профсоюзной Школы ВЦСПС (теперь СПб ГУП) был построен в 1991 году по проекту Заслуженного архитектора РФ Н.Н. Надёжина (соавтор Е.Д. Лоханова), построившего в разные годы многие жилые и общественные здания для города на Неве.
С момента основания Университета профсоюзов его ректором является Александр Запесоцкий.

## Структура

### Факультеты
Обучение в университете осуществляется в рамках дневной, вечерней и заочной формы обучения на базе пяти факультетов:
- Факультет культуры
  - Журналистика
  - Реклама и связи с общественностью
  - Физическое воспитание
  - Философия и культурология
  - Социальная психология
- Факультет искусств
  - Звукорежиссура
  - Искусствоведение
  - Хореографическое искусство
  - Режиссура и актёрское искусство
  - Режиссура мультимедиа
- Экономический факультет
  - Английский язык
  - Информатика и математика
  - Немецкий и романские языки
  - Экономика и управление
- Юридический факультет
  - Отрасли права
  - Теория права и правоохранительная деятельность
  - Уголовное право и процесс
  - Трудовое и профсоюзное право
  - Международное право
  - Гражданское право и процесс
- Факультет конфликтологии
  - Конфликтология
  - Социально-культурные технологии

### Филиалы
Университет профсоюзов обладает сетью филиалов в России и Казахстане.
- Москва, Институт искусств и информационных технологий
- Киров
- Красноярск
- Самара
- Алма-Ата (Казахстан)
- Международная гимназия «Ольгино» (Санкт-Петербург, школьное обучение для подготовки к поступлению в СПбГУП)
- Владивосток, Дальневосточный филиал (закрыт)

## Критика и скандалы
СПбГУП, по оценкам различных СМИ, имеет репутацию одного из самых скандальных вузов в Санкт-Петербурге. В СМИ широко освещались случаи отказа возвращать отчисляемым студентам средства за дальнейшее обучение, а также отчисления из-за несоответствия студентов «нормам приличия», установленным руководством вуза. При этом СМИ, освещающие такие скандалы и встающие на защиту студентов, нередко получают иски от руководства университета о возмещении морального и материального ущерба, считая их публикации «порчей деловой репутации».

### Правила внутреннего распорядка университета
Правила поведения для студентов университета нередко подвергаются критике. Так, ректор Александр Запесоцкий однажды издал указ, согласно которому в помещениях университета запрещалось пить из горлышка бутылки. В университете действует система «тайм-кодов»: турникеты фиксируют время прохода студента через них, таким образом, даже малейшее опоздание недопустимо и приводит к выговору, а несколько опозданий в течение периода обучения — к отчислению. Под угрозой отчисления студентов заставляют посещать научные мероприятия университета (в том числе платные), даже если они проходят в период сессии (по внутренним правилам университета студенты обязаны «присутствовать на собраниях, проводимых администрацией Университета»).
31 марта 2017 года участник движения «Весна», отчисленный студент СПбГУП Юрий Васильев провёл одиночный пикет перед проходной университета с баннером «Меня отчислили за Лихачевские чтения. За что отчислят тебя?», завершившийся тем, что охрана вуза его насильно затащила в здание проходной, отобрав баннеры и мобильный телефон. Впоследствии на Васильева был оформлен протокол «о мелком хулиганстве», а администрация СПбГУП добилась выплаты 40 000 рублей на возмещение судебных расходов.
Ряд СМИ также обвиняет ректора Запесоцкого в создании в стенах вуза собственного «культа личности».

### Отказ в возвращении оплаты за обучение семье скончавшегося студента
22 мая 2000 года в Университет профсоюзов был зачислен 17-летний Игорь Веркин, родители которого внесли оплату на весь первый год обучения (28500 рублей, по курсу 2000 года около $1000). 29 июля абитуриент скоропостижно скончался. Мать Игоря, Лидия Веркина, попросила университет вернуть внесённые средства, но получила официальный отказ от ректората. Позднее, в интервью газете «Известия», ректор Александр Запесоцкий цинично высказался об этой ситуации:
«На место исчезнувшего по разным причинам студента никого другого я посадить уже не могу. <…> Умирает, конечно, не каждый, но даже если три студента в год не смогут учиться по каким-то причинам, мне нужно будет три тысячи долларов выложить из своего кошелька. Трагических ситуаций ведь много: один попал под электричку, на другого упала сосулька, а третий был наркоманом и попал в тюрьму»
Семья Игоря Веркина обратилась в суд, позднее обязавший вернуть внесённые за учёбу деньги, а также возместить моральный ущерб.

### «Задай вопрос ректору»
На официальном сайте СПбГУП присутствует рубрика «Задай вопрос ректору», в которой Александр Запесоцкий даёт ответы на вопросы интернет-пользователей (не обязательно связанные с деятельностью университета; вопросы проходят предварительную модерацию). Несколько данных Запесоцким ответов на «неудобные» вопросы имели оскорбления в адрес задававших их пользователей.

Так, 4 октября 2013 года в этой рубрике был опубликован вопрос девушки, представившейся как «студентка СПбГУП Ксения Гал.» по поводу высоких цен на питание в университетской столовой (при этом, в соответствиями с правилами внутреннего распорядка университета, приём собственной пищи на территории университета запрещён). Запесоцкий так ответил на вопрос:
«...У нас нормально и спокойно питаются ежедневно около 3 тысяч студентов. Ценами не довольны около десятка убогих. Нет денег – зарабатывайте. Ваше нытьё стыдно читать. Не хотите работать – поищите себе другой вуз. <...> На Вашу учебу здесь я должен изыскивать со своей стороны свыше 150 тысяч рублей каждый год. На кой чёрт я должен «вкалывать», обеспечивая пребывание здесь таких ничтожных людей, как Вы? Лично мне-то от Вас ничего не надо. Проблема в том, что такие беспомощные, неспособные люди бесполезны стране. Уходите от нас с богом. Терпеть таких, как Вы, не могу. Зачем Вы вообще живёте? Зачем такие немощи на свет появляются?! Что это за «молодежь» такая – бессильная, бездарная?! <...>»
Позднее на сайте СПбГУП была опубликована заметка, что такой резкий ответ ректора являлся «тест-сигналом в рамках исследования механизмов реакции аудитории социальных сетей на информационные «раздражители», а также интеллектуальных и социально-культурных свойств современной молодежи», а студентка СПбГУП Ксения Галанова заявила, что не является автором вопроса. Этот случай вызвал массовое осуждение Запесоцкого в российской блогосфере, с критикой в адрес ректора выступили Татьяна Толстая и Борис Вишневский.

### Массовое отчисление студентов
26 марта 2014 года на официальном сайте СПбГУП появилась информация о поручении ректората отчислить в марте-апреле 2014 года до 150 студентов дневного обучения, являющихся троечниками и «не соблюдающих дисциплину и неспособных к поведению на уровне университетских стандартов», под чем в первую очередь подразумевается вызывающий внешний вид и использование ненормативной лексики. Также сообщалось, что «внимание будет уделено и поведению студентов в социальных сетях. В первую очередь — активности на форумах типа „Подслушано в СПбГУП“ и т. п.». Комментируя массовое отчисление, Запесоцкий назвал его «мягкой формой избавления от балласта», кроме того, он также заявил:
«Государство навязывает нам с помощью ЕГЭ часть ребят, которым высшее образование не нужно или не по силам. И мы их выдавливаем в более слабые вузы. Если мы их отчислим не «по собственному желанию», то им придется обучение начинать снова с 1-го курса. У юношей пропадет отсрочка от армии. Может быть, именно так с этой публикой и надо поступать, но пока рука не поднимается»
Петербургские средства массовой информации, освещавшие ситуацию в интересах студентов, получили иски от руководства вуза с требованием возмещения материального ущерба: так, одно из СМИ Санкт-Петербурга обвинило ректора вуза в нарушении статьи 29 Конституции России о свободе слова, а в ответ университет подал в суд на это СМИ, добившись опровержения информации (компенсацию вреда вузу получить не удалось).

Студенты СПбГУП действительно сообщают, что администрация университета проводит мониторинг их страниц в социальных сетях. Критика в адрес администрации университета и лично Александра Запесоцкого со стороны студентов крайне нежелательна, за публикацию критического сообщения или даже за его одобрение без комментирования могут последовать санкции вплоть до отчисления (в 2005 году имел место такой случай со студенткой второго курса; кроме того, фотографии студентов, которые, по мнению Александра Запесоцкого, являются «аморальными», выставляются на т. н. «доске позора» при входе в главное здание университета, а студенту выносится выговор). Общаться со СМИ в случае конфликтной ситуации студенты и их родственники могут фактически только на условиях анонимности. Уполномоченный по правам студентов в России Артём Хромов обвинил руководство вуза в нарушении российского законодательства, в частности Конституции.
По словам студента СПбГУП, «деканат уже заявляет, что желательно отписаться от паблика [Подслушано в СПбГУП], туда приходят списки от службы охраны, где студенты, которые поставили лайки или писали какие-то комментарии, а также списки рекомендованных к отчислению. Но по собственному желанию. Разумеется, никто отчисляться не хочет»
В связи с ситуацией члены Российского студенческого союза выразили намерение добиться отставки ректора Александра Запесоцкого, однако конфликт не получил серьёзного продолжения.

### Обвинения руководства вуза в ксенофобии
В сентябре 2016 года, ко «Дню первокурсника», на сайте университета было размещено изображение студентов со студенческими билетами. Один из студентов на фотографии имел азиатскую внешность, но перед публикацией его лицо было заменено на лицо человека славянской внешности. Ректор Александр Запесоцкий не только не извинился перед студентом, но и заявил, что «мало ли сумасшедших на свете, мало ли кому и что показалось, чью там голову заменили». История не получила серьёзного продолжения, несмотря на то, что студенческий омбудсмен Артём Хромов был намерен добиваться отставки Запесоцкого.

### Введение вакцинации от COVID-19 для студентов
В августе 2021 года Александр Запесоцкий негативно высказался об отказывающихся провести вакцинацию от коронавируса. Его заявление впоследствии вызвало массовую критику.
«Отказаться от прививки сегодня, по сути, то же самое, что утверждать, что Земля стоит на трех китах, а вокруг нее вращается солнце. Любой гражданин России имеет право на подобное мнение. Выдавать ли такому студенту диплом университета — вопрос чести вузовской профессуры, но я не думаю, что ковид-диссиденты имеют право на университетский диплом»
Позднее Запесоцкий заявил, что СМИ переврали его слова и дипломы будут выдаваться всем студентам, но в то же время непривитые студенты (на момент публикации заметки их число было небольшим) будут находиться на дистанционном обучении, а на экзаменах их дополнительно «будут гонять по фундаментальным основам жизни и пониманию мироздания»; непривитые сотрудники вуза были вообще отстранены от работы без сохранения заработной платы. Эти слова в телефонном разговоре с журналистом МИЦ «Известия» на условиях анонимности подтвердила одна из студенток:
«Меня сразу поставили перед фактом, что если я прививку не делаю, я не только не буду допущена к очному обучению и буду переведена на дистант, но и на экзамене с таких студентов спрашивать будут намного больше, будут «гонять» по всему курсу, чтобы не ставить под сомнение диплом»
Перед началом нового учебного года семья абитуриентки Дарьи Дезире Бёрк, приехавшей из Крыма, пожаловалась на то, что требование об обязательной вакцинации для очного обучения появилось уже после завершения приёмной комиссии: так, по приезде в Санкт-Петербург её не пустили на территорию университета для заселения в общежитие (проживание в котором уже было оплачено до июня 2022 года). Охрана заведения отказалась выдавать полиции документы, подтверждающие правомерность их действий.
15 октября 2021 года прокуратура Санкт-Петербурга выпустила заявление, в котором сочла недопустимыми все ограничения, наложенные на непривитых студентов университета.

### Увольнение преподавателей кафедры актёрского мастерства
В марте 2020 года, после начала пандемии COVID-19, руководство СПбГУП перевело обучение в дистанционную форму. После этого доцент кафедры режиссуры и актёрского мастерства СПбГУП Валентин Левицкий вместе с женой Марией (также преподавала в СПбГУП) договорился с частным «Театром поколений» о предоставлении зала для добровольных занятий студентов за отдельную плату (эти занятия не были предусмотрены учебным планом). Занятия проводились с сентября 2020 по февраль 2021 года. Часть средств на аренду театра оплачивали студенты, часть — оба преподавателя.
«Я заключил с театром договор, из своих средств заплатил 20 тысяч, остальные собирали вскладчину — сдавали те ребята, что хотели эти занятия посещать. Выходило примерно по тысяче — полторы в месяц, в зависимости от количества посещений. Всего отзанимались 184,5 часа. Соответственно, аренда за это время составила 184,5 тысячи — эта сумма до копейки переведена «Театру поколений»
Позже на сайте университета в рубрике «Задай вопрос ректору» было опубликовано анонимное сообщение о том, что преподаватели Левицкие без согласования с университетом проводят во время дистанционного обучения платные очные занятия со студентами. После поступления сообщения преподаватели были отстранены от работы,  в отношении них было начато служебное расследование. Позже студентам было предложено написать на Левицких заявления с требованием возврата ушедших на аренду денег (но вся группа студентов не только отказалась от этого, но и подписала документы об отсутствии претензий к преподавателям). В марте руководство вуза стало требовать от преподавателей заплатить сумму, потраченную студентами на аренду зала (164 500 рублей, без учёта оплаченных Левицким 20 тысяч), в кассу университета якобы для последующего возвращения студентам. Пополнить казну вуза Левицкие отказались, после чего они были уволены с формулировкой «за совершение аморального проступка» (согласно Трудовому кодексу РФ, после увольнения с такой формулировкой продолжение работы в сфере образования невозможно; фактов совершения «аморального проступка» в приказе об увольнении не приводилось). Летом 2021 года преподаватели обратились в суд и оспорили увольнение, но их снова уволили (по другой статье; в сентябре это повторилось). По мнению Левицкого, университет заставлял студентов подписывать заявления для того, чтобы выиграть дело.
27 сентября 2021 года часть (10 человек) группы студентов, до сих пор отказывавшихся подписывать заявления с претензиями в адрес Валентина и Марии Левицких, были вызваны к ректору Александру Запесоцкому, где им было предложено подписать документ с формулировками «при сдаче денег Левицкому мы были выведены из психологического равновесия ситуацией с эпидемией», «форма оплаты лично педагогу не смущала», «по существу являемся пострадавшими», «нелегальные занятия», «просим вас оказать содействие в возвращении денежных средств, уплаченных Левицкому». В случае неподписания документа Запесоцкий угрожал студентам отчислением; документ подписала только одна студентка (позже она передумала, но была выведена из здания охраной), одной из студенток даже потребовалась медицинская помощь. По информации некоторых изданий, студенты незаконно удерживались в здании вуза. В октябре группа была расформирована, а один из её студентов был отчислен.
Руководство вуза отвергло все обвинения в шантаже студентов, а упавшая в обморок студентка подверглась агрессивной критике как Запесоцкого, так и ряда новостных изданий, среди которых «Санкт-Петербургские ведомости» и «Аргументы недели» (статья «Аргументов недели» под названием «Обморок неудачливой актрисы» через несколько дней стала распространяться в здании университета).
Родители студентов обратились в Министерство образования и науки с просьбой отправить Александра Запесоцкого в отставку.